# Centaurea pseudobovina
Centaurea pseudobovina là một loài thực vật có hoa trong họ Cúc. Loài này được Hayek ex Stoj. & Stef. mô tả khoa học đầu tiên năm 1925.